# ジャムシェトジー・タタ

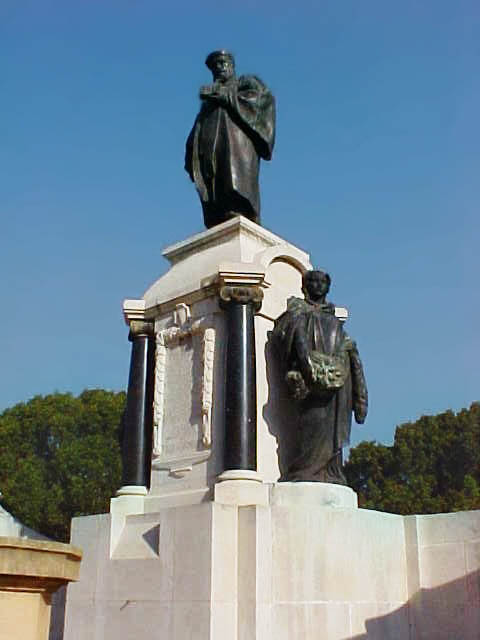
ジャムシェトジー・タタの像

ジャムシェトジー・ヌッセルヴァーンジー・タタ（Jamshetji Nusserwanji Tata、1839年3月3日 - 1904年5月19日）は、インドの実業家であり、同国最大の財閥であるタタ・グループの創始者。
生まれはインド・グジャラート州であり、「インド産業の父」とも呼ばれる。現在、タタ・グループ会長を務めるラタン・タタは、ジャムシェトジーの曾孫にあたる。甥のシャプルジ・サクラトヴァラはイギリスで有名な共産主義者の政治家であり、かつてはジャムシェトジーの下で働いていたこともあった。
グループは重工業のイメージが強いが、タタは当初海運を担い、イギリス・中国との三角貿易に従事した。
1894年、P&O の東アジア向け綿貨物運賃が高すぎることに目をつけ、その海運アライアンスに挑んだ。すなわち、日本郵船から2隻の貨物船を借りて3.7立方メートルあたり12ルピーで日本へ綿花を輸出すると申し出た。P&O は19ルピーであった。P&O は怒って運賃を1.5ルピーに下げた。しかもタタの船を使わない顧客すべてに対して綿花を無料で運ぶと申し出た。やむなくタタはインド省大臣に苦情を寄せたが、やはり聞き入れられずにそのまま海運会社を閉鎖。すぐにP&O は運賃を16ルピーに上げた。